# Oliver Edmunds Glenn
Oliver Edmunds Glenn (Moorefield, 3 de outubro de 1878 – , ) foi um matemático estadunidense. Foi professor da Universidade da Pensilvânia, trabalhando com grupos finitos e teoria dos invariantes.
Foi palestrante do Congresso Internacional de Matemáticos em Toronto (1924), Bolonha (1928) e Zurique (1932).